# Pinos Genil
Pinos Genil és un municipi andalús situat als peus de Sierra Nevada, en la vora suroriental de la Vega de Granada (província de Granada). Limita amb els municipis de Dúdar, Güéjar Sierra, Monachil, Cenes de la Vega i Granada. Pel seu terme municipal discorre el riu Genil.